# 広瀬道路
広瀬道路（ひろせどうろ）は、鹿児島県さつま町求名から同町広瀬に至る総延長6.0 Kの地域高規格道路。北薩横断道路の一部を構成する。

## 概要
- 道路名：薩摩道路（一般国道504号バイパス・北薩横断道路）
- 区間：さつま広橋IC - 佐志IC
- 陸上距離：6 km
- 管理者：鹿児島県

## 通過する市町村
- 鹿児島県
  - さつま町

## 接続する道路
- 鹿児島県道396号薩摩祁答院線（さつま広橋IC）

## 隣
北薩横断道路
薩摩道路
さつま観音滝IC
泊野道路（建設中）
さつま泊野IC